# Henrik Lindstrøm
Adolf Henrik Lindstrøm (født 17. maj 1866 i Hammerfest, død 21. september 1939 i Oslo) var en norsk kok og polarfarer.
Lindstrøm, som havde svensk ophav, deltog som kok på Otto Sverdrups Fram-ekspedition i 1898-1902. Senere var han med Roald Amundsen på opdagelsen af Nordvestpassagen med Gjøa 1903-1906 og den store Fram-ekspeditionen 1910-1912. Han deltog også på to ekspeditioner til Sibirien 1914-1916.
Lindstrøm bliver knyttet til retten Bøf à la Lindström.